# Église Sainte-Marie (Haret el-Roum)
Pour les articles homonymes, voir Église Sainte-Marie.
L'Église copte orthodoxe Sainte Marie de Haret el-Roum (en copte : ϯⲉⲕⲕⲗⲏⲥⲓⲁ ⲛ̀ϯⲑⲉⲟⲇⲟⲕⲟⲥ ⲉⲑ̅ⲩ̅ ⲙⲁⲣⲓⲁ ⲛ̀ϯⲣⲁⲃⲏ ⲛ̀ⲣⲱⲙⲉⲟⲥ : L'église de la Sainte Mère de Dieu dans le quartier romain) ou encore l' église de la Vierge du Secours (arabe : كنيسة العذراء المغيثة (Kanīsat al-ʿAdhrāʾ al-Mughītha) est une église copte orthodoxe située dans le quartier Wékalet Al-Ghouri, au Caire, près du couvent Saint Théodore.
De 1660 à 1800, l'église fut le siège du pape copte orthodoxe d'Alexandrie. En 1660 , le pape Matthieu IV d'Alexandrie transféra le siège de Ḥārat Zūwayla à Ḥārat al-Rūm, où il resta jusqu'en 1800, date à laquelle le pape Marc VIII transféra le siège patriarcal à la cathédrale copte orthodoxe Saint-Marc Azbakeya.

## Importance
L'église Sainte-Marie a gagné en importance en devenant le centre de l'Église copte. Plusieurs papes coptes sont enterrés dans l'église.

## Histoire
L'église fut reconstruite à plusieurs reprises, et en 1794, Ibrahim El-Gohary la rénova. Elle fut endommagée par un incendie au cours du pontificat du pape Marc VIII (1797-1809), mais fut reconstruite et réhabilitée.

## Voir également
- Égypte chrétienne
- Liste des églises coptes orthodoxes en Égypte